# Równina Wschodniomongolska
Równina Wschodniomongolska (chiń. 内蒙古高原; pinyin Nèimēnggǔ Gāoyuán; mong.: Монголын дорнод тал, Mongolyn dornod tal) – rozległy obszar wyżynny w północnych Chinach i południowo-wschodniej Mongolii. Rozciąga się wzdłuż granicy chińsko-mongolskiej od gór Wielki Chingan na wschodzie do wyżyny Alashan Gaoyuan.
Charakterystyczne dla Równiny są szerokie doliny oraz tereny pozbawione wzniesień, tworzące płaski krajobraz. Na Równinie Wschodniomongolskiej występuje także duża liczba jednakowych w formie niskich wzgórz, które zbliżając się do siebie tworzą znaczne sfałdowania terenu. W części południowej Równina Wschodniomongolska wznosi się na wysokość 1000–1500 m n.p.m., natomiast na północy na ok. 600 m n.p.m.